# Wskrzeszenie Łazarza (obraz Carla Fabritiusa)
Wskrzeszenie Łazarza (niderl. De opwekking van Lazarus) – obraz holenderskiego malarza Carla Fabritiusa z 1643, znajdujący się w zbiorach Muzeum Narodowego w Warszawie (nr inw. M.Ob.563).

## Geneza i opis obrazu

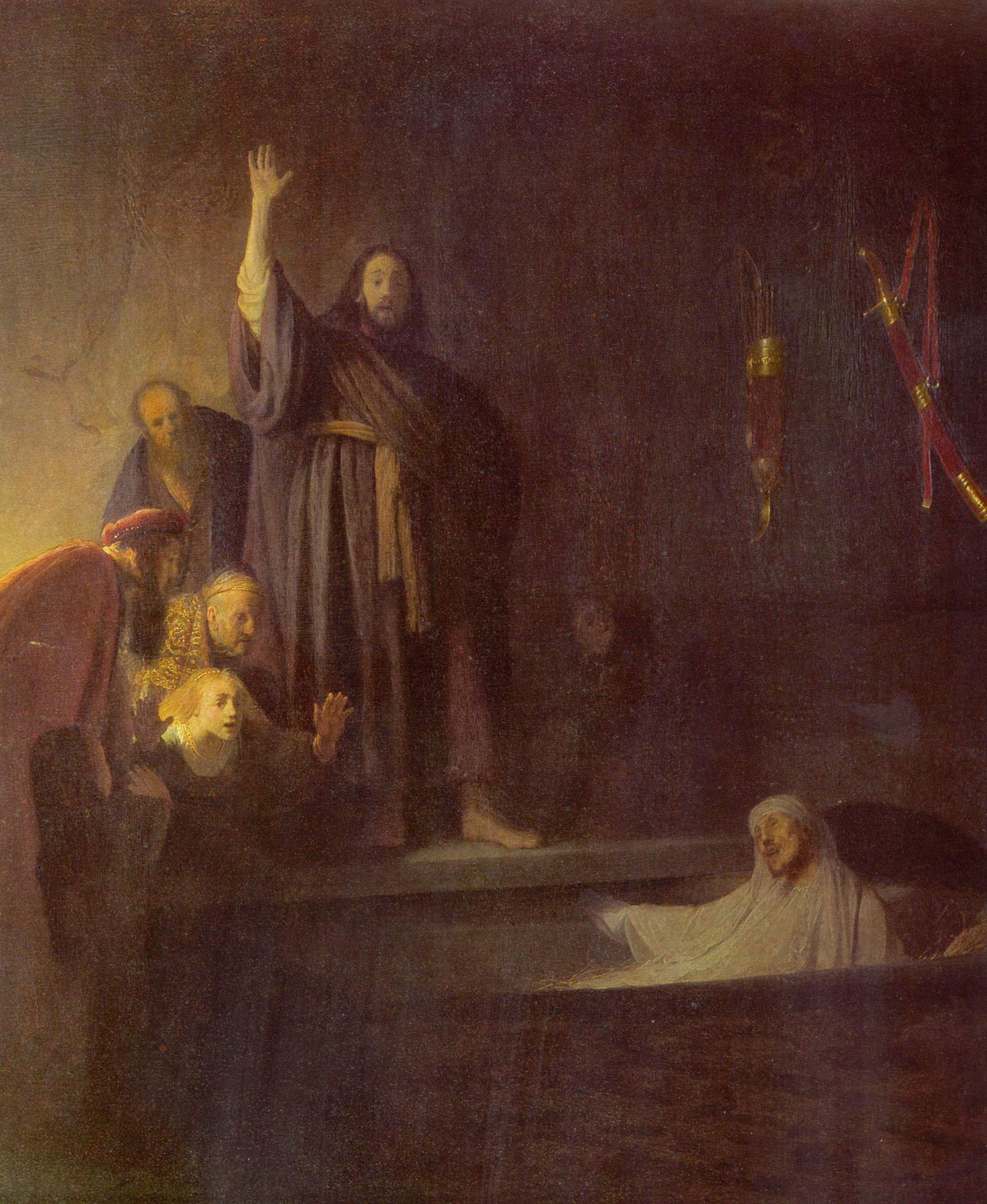
Wskrzeszenie Łazarza Rembrandta z 1630 roku

Tematem obrazu jest historia opisana Nowym Testamencie, w Ewangelii Jana, w której Jezus wskrzesza Łazarza. Jest to przedstawienie udramatyzowane.
Kompozycję obrazu Fabrititus zaczerpną z dzieła swojego mistrza Rembrandta o tym samym tytule Wskrzeszenie Łazarza. Scena rozgrywa się we wnętrzu grobowca, którego wejście widoczne jest w głębi, po prawej stronie. Pośrodku obrazu znajduje się sarkofag, z którego wynurza się wskrzeszony Łazarz. Nad nim góruje majestatyczna postać Chrystusa z lewą ręką opartą o biodro i z podniesioną prawą ręką nakazując zmarłemu powstanie. Wokół sarkofagu malarz umieścił szereg postaci skupionych na Jezusowym cudzie, przedstawiając ich w orientalnych strojach lub w XVII wiecznych szatach. Każda z postaci swoimi gestami wyraża różne stany duchowości, jedni są pełni podziwu, drudzy zatrwożeni a jeszcze inni przeżywają wstrząs na widok dokonywanego cudu. Tłum można podzielić na dwie części. Po lewej stronie zgrupowano postacie związane z rodziną Łazarza. Na pierwszym planie siedzi kobieta w średnim wieku. Prawdopodobnie jest to siostra Łazarza, Marta. Jej twarz wyraża lęk, jej dłonie złożone a ciało odchylone jest do tyłu, jakby odsuwało się od zwłok. Za nią znajduje się druga kobieta, tym razem wyraźnie przejęta obserwowanymi wydarzeniami. Prawdopodobnie jest to druga siostra Maria. Za dziewczyną widać postać czarnoskórego mężczyzny, a nad nią pochyla się starzec w bogatym stroju z płaszczem narzuconym na ramiona. W grupie znajduje się ponadto mężczyzna w turbanie i staruszka wsparta o sarkofag.
Po prawej stronie ukazano grupę żydów, którzy z niedowierzaniem obserwują dokonujący się cud. Na pierwszym planie znajduje się mężczyzna klęczący na prawym kolanie. Na sobie ma długi strój przepasany, z mieczem i torbą u boku. Nad nim Fabritus umieścił kolejne dwie postacie, ubrane w równie bogate stroje. U dołu po prawej stronie można rozpoznać małe dziecko pełzające po ziemi, a pośrodku leży narzędzie w kształcie ręcznej dźwigni, które posłużyło do otwarcia grobowca.
Dzieło jest sygnowane Car. Fabr na sarkofagu Łazarza.

## Interpretacja
Kompozycja obrazu skupia się na postaciach zebranych wokół sarkofagu. Kierunek pionowy jaki nadaje postać Chrystusa jest przeciwstawiony poziomemu układowi jaki tworzy grób i dwie postacie na pierwszym planie. Dwie przeciwstawne sobie grupy umieszczone są w dwóch półkolach przy sarkofagu. Linia horyzontu umieszczona jest nisko na wysokości górnego brzegu krypty, co może wskazywać, iż pierwotnie obraz miał być umieszczony na podwyższeniu. Źródło głównego światła jest niewidoczne, pada z boku, z lewej strony. Jest to światło naturalne oświetlające mrok krypty, głównie twarze zebranych. Fabrititus, jako uczeń Renbrandta, bardzo dobrze zaznajomił się ze sztuką stosowania światłocieni. Blada postać Łazarza w białej szacie dodatkowo emanuje blaskiem i kontrastuje z otoczeniem.
Fabrititus był związany z Rembrandtem nie tylko poprzez pracownie, ale i łączyły go dobre stosunki na płaszczyźnie prywatnej. Wskrzeszenie Łazarza posłużyło mu do złożenia hołdu mistrzowi i jego rodzinie: mężczyzna w turbanie za sarkofagiem ma rysy samego Rembrandta, które można porównać do niektórych jego autoportretów powstałych w latach 1640–1643. Klęcząca staruszka wyglądająca zza grobowca ma rysy podobne do matki Rembrandta zmarłej w 1639 roku. Nad nią młoda kobieta ze złożonymi dłońmi przypominająca zmarłą w 1642 roku żonę mistrza Saskię.

## Historia obrazu
Obraz przez wiele lat był zapomniany. Został ponownie „odkryty” w 1935 roku przez profesora Jana Rutkowskiego, kierownika Państwowej Pracowni Konserwatorskiej, przy okazji prac konserwacyjnych zleconych przez księdza Infułata Euzebiusza Brzeziewicza.
Obraz do Warszawy, do jednego z kościołów parafii soleckiej, trafił pod koniec XVII lub w XVIII wieku jako obraz ołtarzowy. Pod koniec XVIII i na początku XIX wieku znajdował się w drewnianym kościele ujazdowskim pod wezwaniem św. Anny. Według polskiego historyka sztuki Juliusza Starzyńskiego obraz znalazł się tam prawdopodobnie dzięki fundatorom i opiekunom kościoła m.in. Stanisława Lubomirskiego. Mógł też znajdować się pierwotnie w kościele Świętej Trójcy na Solcu, który miał również wielu możnych opiekunów, jak Maria Kazimiera Sobieska, wojewoda inflancki Otto Fryderyk Felkerzamb, oraz król August II Mocny.
W połowie XIX wieku wisiał w jednym z bocznych ołtarzy kościoła św. Aleksandra w Warszawie. W 1893 roku był wymieniany w przewodnikach jako dzieło niemieckiego artysty, naśladowcy Rembrandta, Christiana Dietricha. Na początku XX wieku, dzieło z powodu zanieczyszczeń i pogarszającego się stanu, zostało przeniesione do pomieszczenia nad zakrystią. Tam przeleżało ponad trzydzieści lat do chwili poddania go konserwacji. Po zakończeniu wojny w 1945 roku, znalazł się w Muzeum Narodowym w Warszawie.

### Prace konserwacyjne
Odnaleziony obraz pokryty był grubą warstwą kurzu i brudu. Prac konserwacyjnych podjął się profesor Jan Rutkowski. W pierwszej kolejności zdjęto warstwę zanieczyszczeń. Odkryto fakt dwukrotnego przemalowania. Jedno zostało wykonane pod koniec XVIII wieku a drugie na początku XIX po przeniesieniu obrazu do kościoła św. Aleksandra. Po zdjęciu przemalowań stwierdzono, iż ich wykonawcy zupełnie zmienili tło obrazu. Scena rozgrywana oryginalnie w ciemnym grobowcu została ujęta na tle nieba i gór; rysy postaci zostały zniekształcone a część szczegółów i postaci w tle zupełnie zamalowanych. Dzięki zachowaniu się starego werniksu w niewielkim stopniu zniszczonego udało się odtworzyć pierwotny wygląd dzieła, nadając mu ponownie głębokości tonu i pierwotne barwy. Prace konserwatorskie trwały niecałe dwa miesiące.